# Муньос, Элькин
Э́лькин Исраэ́ль Му́ньос Кальдеро́н (исп. Elkin Israel Muñoz Calderón; род. 29 июня 2005, Гуаякиль) — эквадорский футболист, атакующий полузащитник клуба «Эмелек».

## Клубная карьера
Муньос — воспитанник клуба «Эмелек». 5 августа 2024 года в матче против «Депортиво Куэнка» он дебютировал в эквадорской Примере. 

## Международная карьера
В 2025 году в составе молодёжной сборной Эквадора Муньос принял участие в молодёжном чемпионате Южной Америки в Венесуэле. На турнире он сыграл в матчах против команд Колумбии и Бразилии.